# Gliese 710

Die Entfernungen der sonnennächsten Sterne in einem Zeitraum von 20.000 Jahren in der Vergangenheit bis 80.000 Jahre in die Zukunft. Gliese 710 wird der Sonne näher kommen, allerdings erst in 1,4 Millionen Jahren.

Gliese 710 ist ein Stern im Sternbild Schlange. Er hat eine scheinbare Helligkeit von 9,66 mag und gehört der Spektralklasse K7 Vk an. Seine Masse beträgt ungefähr 60 % der Sonnenmasse und seine Entfernung ca. 62 Lichtjahre (19 Parsec).
Auf die Annäherung des Sterns wies der Astrostatistiker Wilhelm Gliese hin. Seiner Eigenbewegung und Radialgeschwindigkeit nach wird Gliese 710 in etwa 1,3 Millionen Jahren nahe an der Sonne vorbeiziehen; in einer Distanz von lediglich rund drei Lichtwochen. Damit ist er in einem Zeitintervall von ±10 Millionen Jahren der Stern, dessen Kombination aus Masse und Nähe unser Sonnensystem am stärksten stören wird. Der derzeit sonnennächste Stern ist Proxima Centauri mit einer Entfernung von 4,2 Lichtjahren (ca. 1,3 pc).

## Berechnung der kommenden Begegnung

Künstlerische Visualisierung der Oortschen Wolke und des Kuipergürtels

Die Prognose des Zeitpunkts und genauer Entfernung der nächsten Annäherung hängt empfindlich von der aktuellen Position und Bewegungsgeschwindigkeit des Sterns ab. Es gab hierzu einige ältere Berechnungen, erst mit den Daten der Raumsonde Gaia stehen diese in zunehmend brauchbarer Genauigkeit zur Verfügung (siehe unten).
Gliese 710 hat das Potenzial, die angenommene Oortsche Wolke stark genug zu stören, dass ein Regen von Kometen in das innere Sonnensystem gelangen wird. Dabei steigt auch das Risiko der Erde, von einem Kometen getroffen zu werden. Nach dynamischen Modellberechnungen von García-Sánchez et al. von 1999 hätte jedoch der Nettoanstieg der Verkraterung nicht mehr als 5 % betragen. Sie schätzten die größte Annäherung in 1,36 Millionen Jahren mit einer Distanz von 0,337 ± 0,177 Parsec (1,1 Lichtjahren).
Berechnungen von Vadim Bobylev vom Pulkowo-Observatorium Sankt Petersburg im Jahr 2010 zufolge hätte Gliese 710 eine Chance von 86 %, die Oortsche Wolke zu durchdringen, unter der Annahme, dass diese die Form und Größe eines Sphäroides um die Sonne mit Halbachsen von 80.000 und 100.000 Astronomischen Einheiten besitzt. Bobylev schätzte die nächste Annäherung auf 0,311 ± 0,167 Parsec (1,01 ± 0,54 Lichtjahren) in ca. 1,45 Millionen Jahren. Er schätzte auch eine Wahrscheinlichkeit von 1:10.000, dass der Stern in die Region mit d < 1.000 AE eindringt, wo er die Objekte des Kuipergürtels signifikant stören würde.
Auf Basis der ersten Vermessungen durch den Satelliten Gaia (DR1) errechneten Filip Berski und Piotr Dybczyński von der Adam-Mickiewicz-Universität Posen eine größtmögliche Annäherung auf nur 77 Lichttage (0,21 Lichtjahre) bzw. 13.365 ± 6.250 AE in ca. 1,35 Millionen Jahren.
Raúl und Carlos de la Fuente Marcos von der Universität Complutense Madrid berechneten 2018 aus neueren Gaia-Daten (DR2) eine Annäherung von 10.721 ± 2.114 AE oder 62 Lichttage (0,17 Lichtjahre) in ca. 1,28 Millionen Jahren.
Bobylev und Anisa Bajkova präzisierten die Annäherung auf Basis neuster Gaia-Daten (DR3) auf nur 0.020 ± 0.007 pc (4000 AE). Damit hätte Gliese 710 bei seiner Annäherung über mehrere Jahrhunderte eine maximale Helligkeit von etwa −5 Magnituden. Er erschiene also heller als der Planet Venus und wäre auch bei Tag zu sehen. 
Bobylev und Anisa Bajkova wiesen außerdem auf eine ähnliche Annäherung des HD 7977 (TYC 4034-1077-1) mit knapp dreifacher Distanz vor knapp 3 Mio. Jahren hin.